# Carpias stebbingi
Carpias stebbingi är en kräftdjursart som först beskrevs av Théodore Monod 1933.  Carpias stebbingi ingår i släktet Carpias och familjen Janiridae. Inga underarter finns listade i Catalogue of Life.